# Pfarrkirche Ruggell

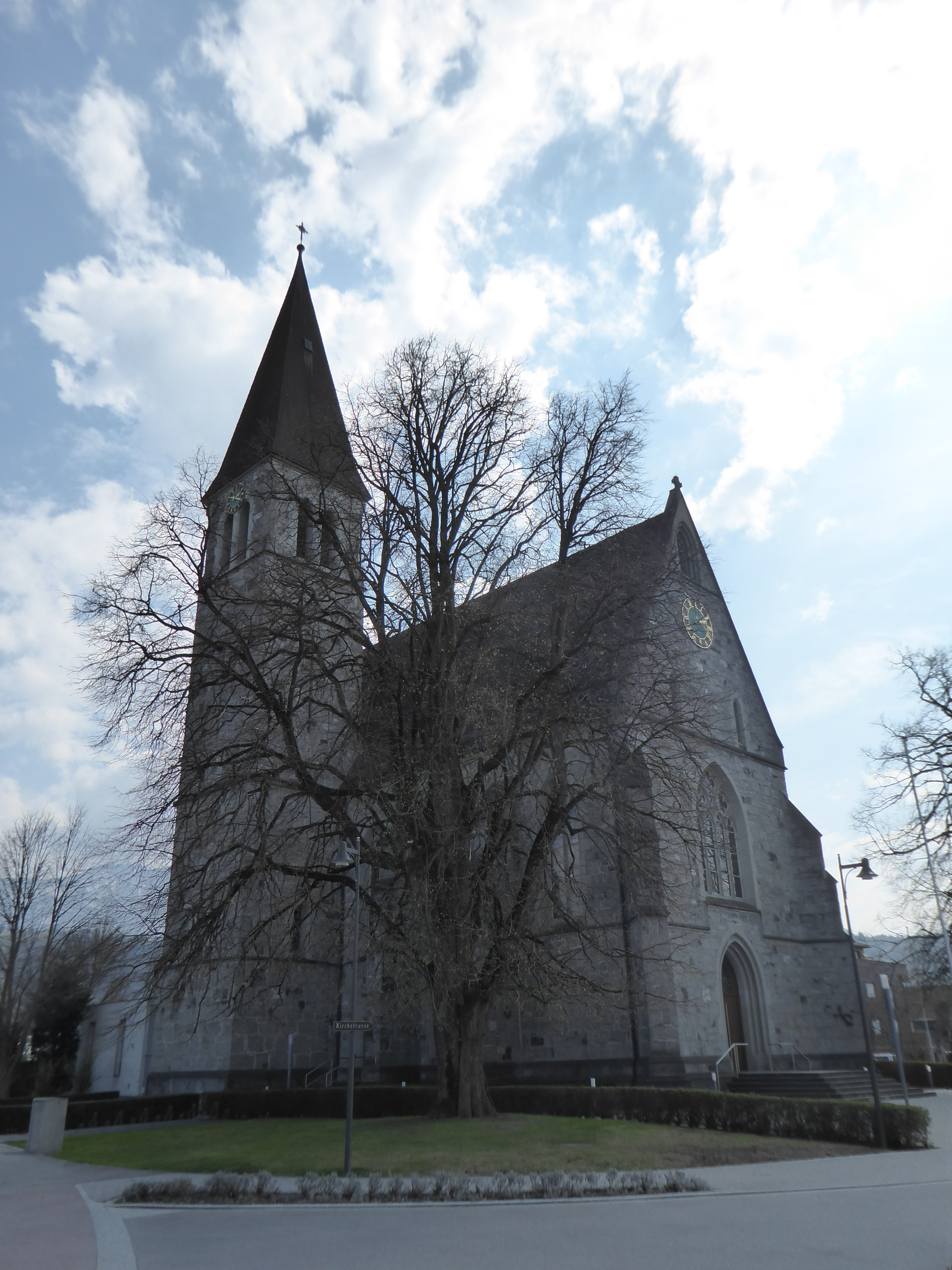
Pfarrkirche Ruggell

Die römisch-katholische Pfarrkirche Ruggell steht in der Gemeinde Ruggell im Unterland im Fürstentum Liechtenstein. Sie trägt das Patrozinium des heiligen Fridolin und liegt im Erzbistum Vaduz.

## Geschichte

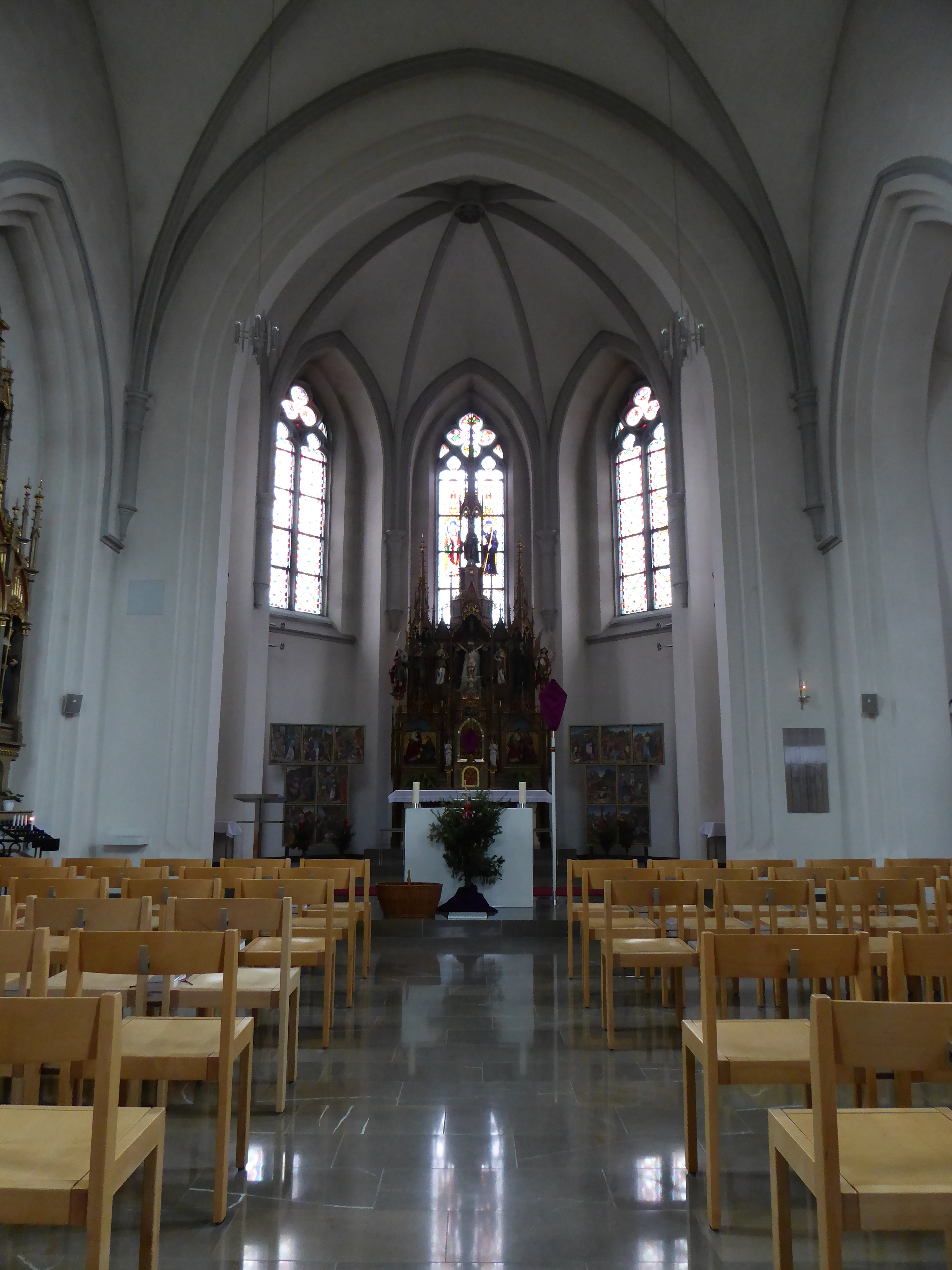
Chor mit Hochaltar

Nordwestlich der heutigen Kirche wurde in den Jahren 1614 bis 1617 eine Kapelle erbaut und 1617 mit dem Patrozinium des heiligen Fridolin versehen. Diese Kapelle wurde 1668 erweitert und 1674 abermals geweiht. 1851 wurde das Kirchenschiff verlängert. 1874 wurde Ruggell durch Abkurung von der Pfarrei Bendern eine eigenständige Pfarrei. Die Kapelle war ein schlichter Zweckbau mit einschiffigem Langhaus und eingezogenem Chor. Diese Kapelle wurde in den Jahren 1900 und 1901 abgebrochen. Vier Holzskulpturen dieser Kapelle, die um 1500 geschaffen wurden, stehen heute im Landesmuseum Zürich.
In den Jahren 1897 bis 1902 wurde die heutige Pfarrkirche nach Plänen von Gustav Ritter von Neumann aus Wien erbaut und 1911 geweiht. 60 % der Baukosten wurden von Fürst Johann II. getragen. 1962 erfolgte eine Renovation. Im Zuge dessen wurde die Dekorationsmalerei von Florus Scheel aus Feldkirch entfernt. 1999 wurde ein neuer Altar geweiht sowie die Kirche nach Plänen der Vaduzer Architekten Bargetze und Partner erweitert. Der Altarraum wurde durch Georg Malin neu gestaltet.

## Architektur
Die Pfarrkirche Ruggell ist eine neugotische, einschiffige Gewölbekirche mit oktogonalem Chorraum, der geostet ist. Seitlich sind ein Kirchturm sowie eine Sakristei angebaut. Die Kirche wurde durch einen Erweiterungsbau Ende der 1990er Jahre ergänzt. Im Zuge dessen wurde auch der Altarraum neu gestaltet.

## Ausstattung
Den Hochaltar aus dem Jahr 1908 schuf Fidelis Rudhart aus Altenstadt. Der Herz-Jesu-Altar aus dem Jahr 1925 stammt von Anton Rebholz, ebenfalls aus Altenstadt. Der gotische Flügelaltar in der Taufkapelle ist ein Geschenk des Fürsten Johann II, dessen Schreinfiguren entstanden um 1490. Der Flügel und die Predella, die beide um 1500 entstanden, scheinen von drei verschiedenen Altären zu stammen.

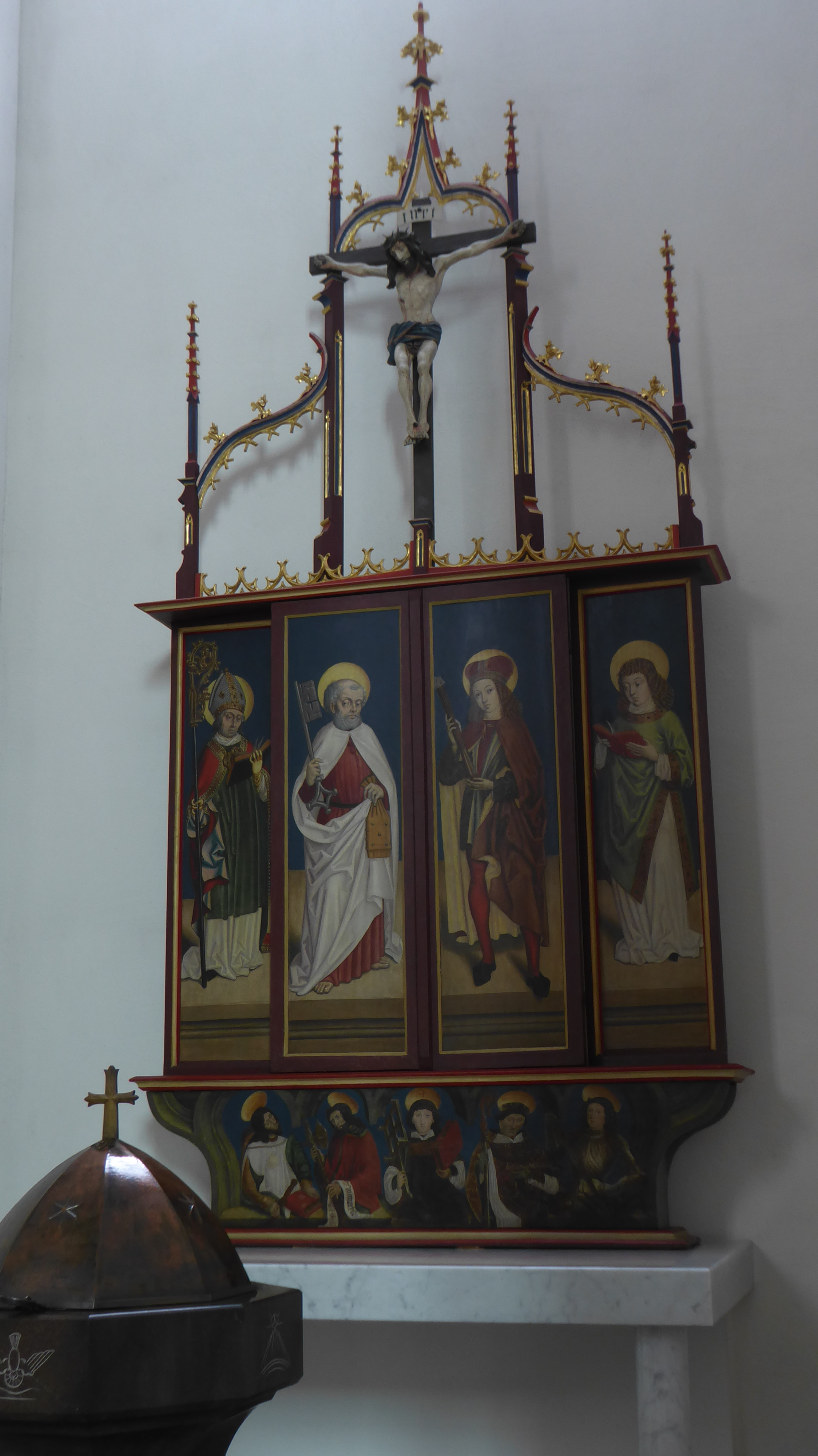
Flügelaltar
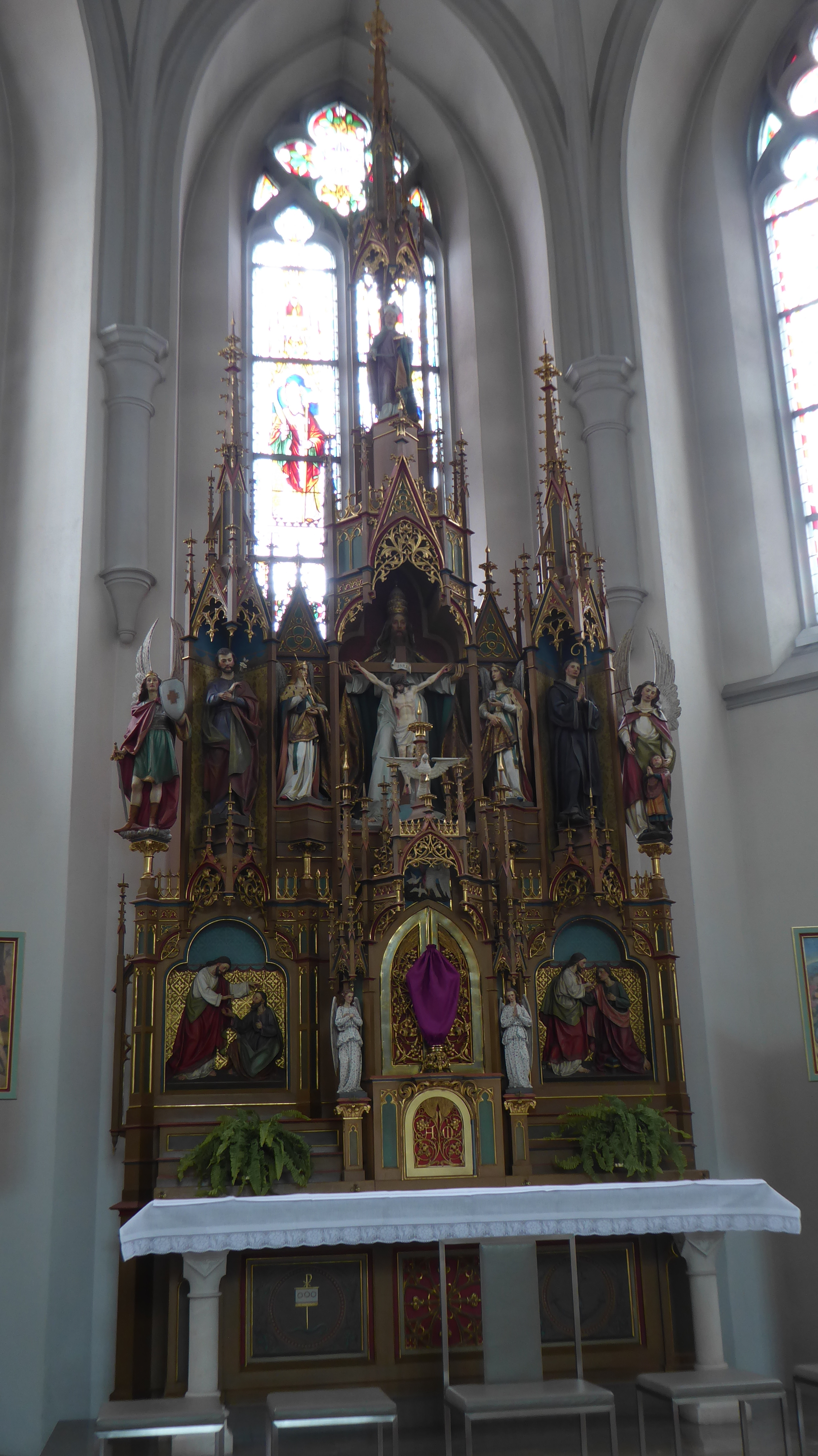
Hochaltar
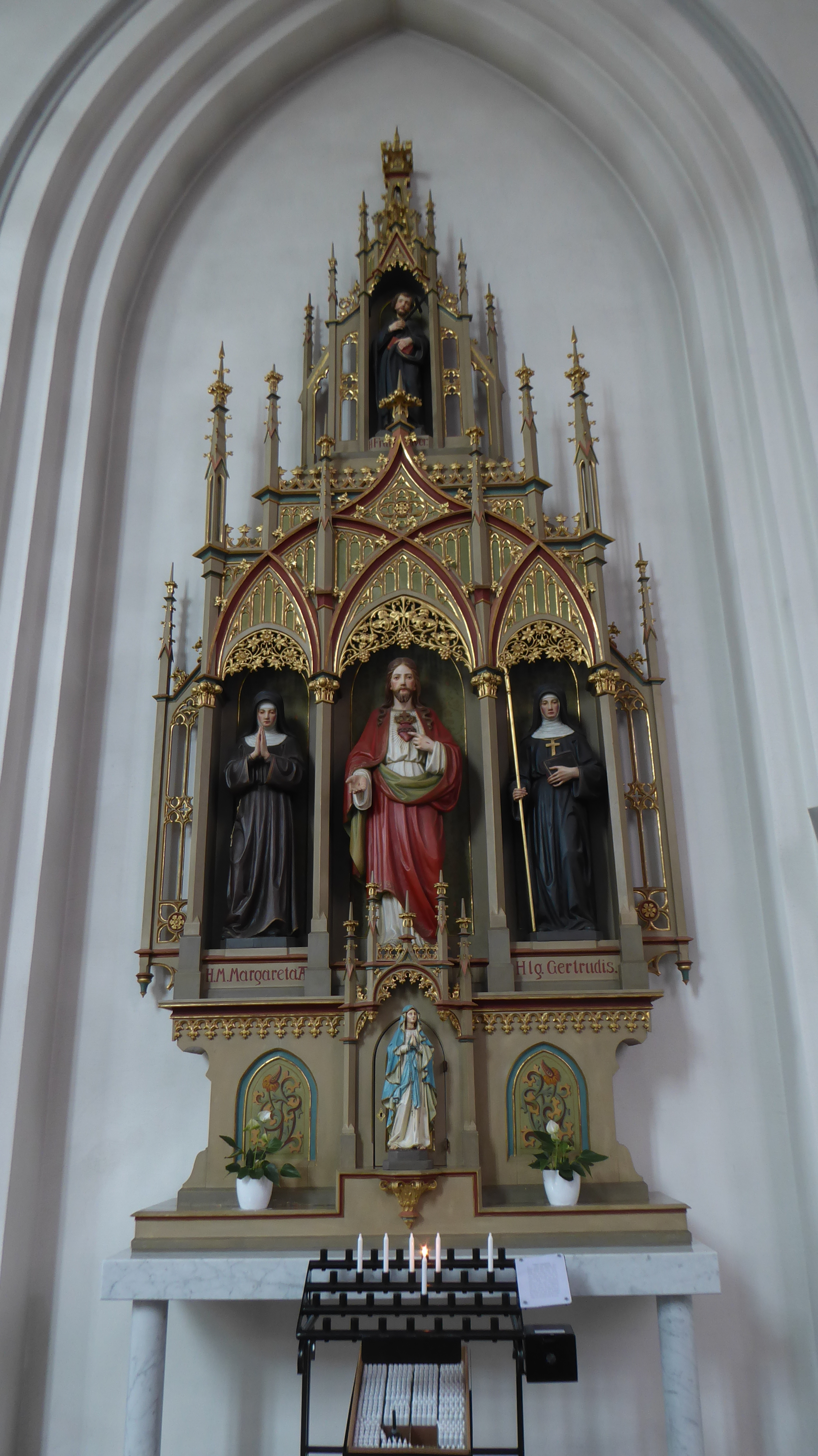
Herz-Jesu-Altar

## Orgel
Die Orgel befindet sich auf der Empore über dem Eingang. Sie wurde 1968 erbaut und stammt aus der Orgelbauwerkstatt Walcker in Ludwigsburg. Das Instrument hat 19 Register, verteilt auf zwei Manuale und Pedal. Im Jahr 2014 erfolgte eine Revision der Orgel durch die Orgelbau Felsberg.

## Glocken
In der Glockenstube des Kirchturms hängt ein sechsstimmiges Glockengeläut:
| Glocke | Widmung            | Gussjahr | Giesser                               | Gewicht ca. | Schlagton |
| ------ | ------------------ | -------- | ------------------------------------- | ----------- | --------- |
| 1      | Hl. Dreifaltigkeit | 2007     | Glockengießerei Grassmayr (Innsbruck) | 1500 kg     | d′        |
| 2      | Hl. Herz Jesu      | 1913     | Glockengießerei Grassmayr (Feldkirch) | 1000 kg     | f′        |
| 3      | Hl. Mutter Gottes  | 1913     | Glockengießerei Grassmayr (Feldkirch) | 750 kg      | g′        |
| 4      | Hl. Josef          | 1913     | Glockengießerei Grassmayr (Feldkirch) | 500 kg      | a′        |
| 5      | Hl. Schutzengel    | 1913     | Glockengießerei Grassmayr (Feldkirch) | 300 kg      | c″        |